# Kazimierz Bandrowski
Kazimierz Bandrowski (ur. 5 maja 1927 w Borysławiu, zm. 30 maja 2007 w Łodzi) – polski chodziarz, mistrz Polski (1956).
Jego największym sukcesem w karierze było mistrzostwo Polski w chodzie sportowym na 50 kilometrów w 1956.
Był zawodnikiem Legii Warszawa (1956–1959) i ŁKS Łódź (1963), jego rekord życiowy w chodzie na 50 km wynosił 5:18:31,0 (1956).